# فرودگاه شهری دنتن
فرودگاه شهری دنتن (به انگلیسی: Denton Municipal Airport) یک فرودگاه همگانی بهره‌برداری هوایی است که یک باند فرود آسفالت دارد و طول باند آن ۲۱۳۴ متر است. این فرودگاه در شهر دنتون، تگزاس کشور ایالات متحده آمریکا قرار دارد و در ارتفاع ۱۹۵٫۷ متری از سطح دریا واقع شده‌است.